# رجل جرح

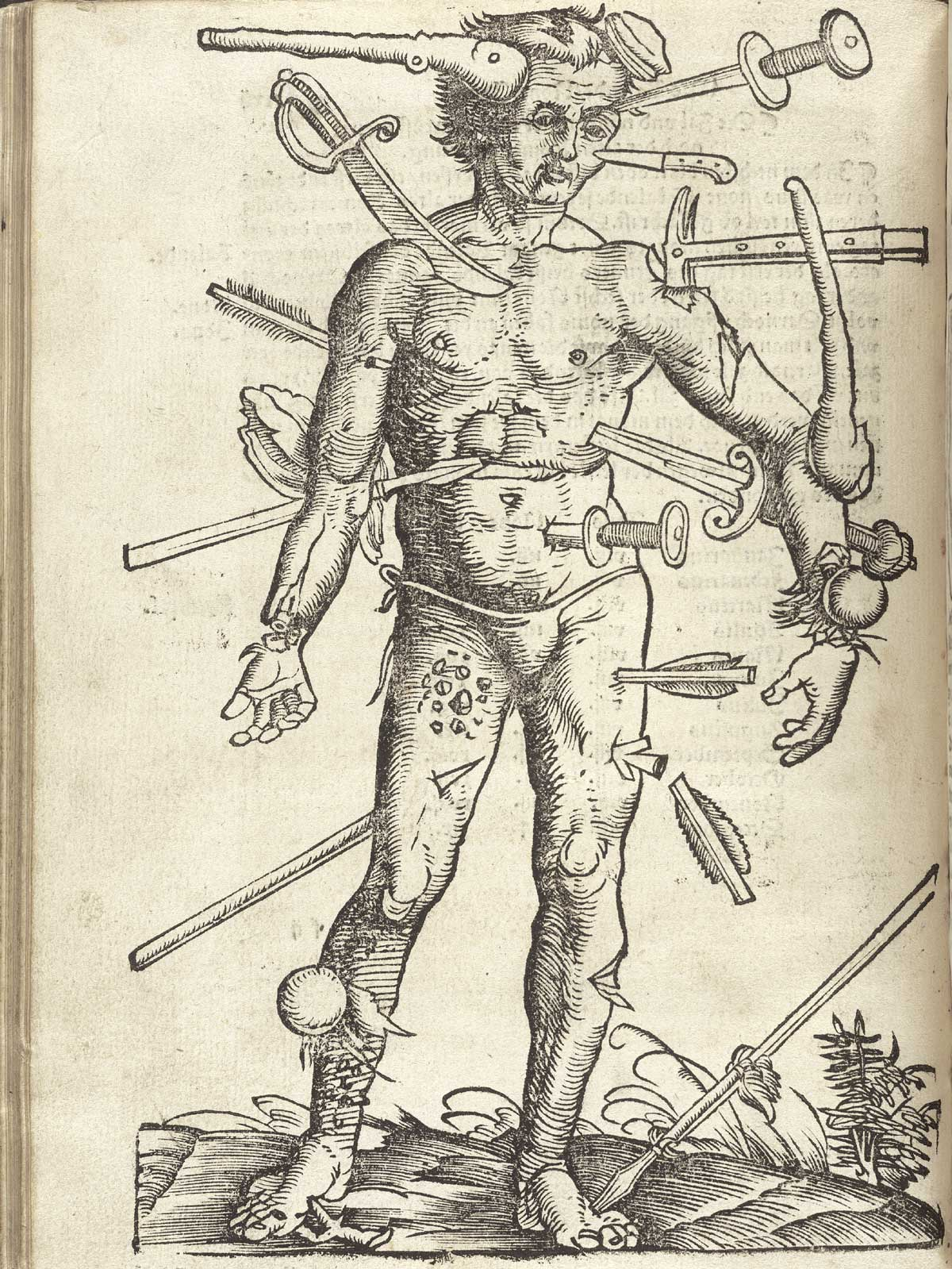
الرَّجُلُ الجُرْح من كتاب (Wundartzney) للجرَّاح هانس فون جيرزدورف (ستراسبارغ، 1516)

الرَّجُلُ الجُرْحُ هو مخطَّطٌ جراحيٌ ظهرَ لأولِ مرةٍ في المَخطوطاتِ الطبّيةِ الأوروبّيةِ في القرنين الرابع عشر والخامس عشر. كان الرسمُ التوضيحي بمثابةِ لائحةِ محتوياتٍ مشروحةٍ لتُوجّه القارئ من خلال الإصابات والأمراضِ المُتنوّعة إلى علاجاتٍ خاصةٍ يمكن إيجادها في صفحاتِ نصية مجاورة. ظَهرت الصورةُ لأولِ مرةٍ في كتابٍ مطبوعٍ عام 1491م عندما شُملت في حزمةٍ (أطروحةٍ) طبيةٍ فينيسية، والتي على الأرجحِ أن تكون أولُ مجموعةٍ متنوعةٍ من الطبعاتِ المطبوعة في أوروبا. بعد ذلك انتشر على نطاقٍ واسعٍ في الكتبِ المطبوعةِ حتى القرن السابع عشر. منذ ذلك الحين، أصبح الرَّجلُ الجُرْحُ شخصيةً معروفةً في الثقافةِ الشعبية.

## وَصْف
الرَّجلُ الجُرْحُ يُشير إلى الإصاباتِ المختلفة التي قد يتلقَّاها الشخصُ خلالِ الحربِ أو الحوادث أو المرض كالجروح والكدمات من أسلحةٍ متعددة، والطفحِ الجلدي والبثور، وخدوشِ الأشواك، ولدغاتِ الحيواناتِ السامة. يتضمن الشكلُ أيضاً بعضَ المخططاتِ التشريحيةِ التخطيطيةِ للعديد من الأعضاء في منطقة البطن.
في إصدارت المخطوطة السابقة، كان الشكلُ محاطاً بأرقامٍ وعباراتٍ تُشير إلى المكانِ الذي قد يجدُ فيه المعالجُ إجراءً علاجياً معيناً ومفيداً في رسالةٍ مصاحبةٍ. على سبيل المثال: في الرَّجلِ الجُرْحِ الألماني الموجود الآن في مكتبة ويلكوم (Wellcome library) في لندن (MS 49)، يُطلق على العنكبوتِ الذي يتسلَّق إلى أعلى فخذِ الرجلِ اسم "Wo eine spynne gesticht, 20"، ويُوجّه القارئ للفقرةِ 20 من الكتابِ للحصولِ على علاجٍ مناسب. وبالمثل، كُتِبَ على طولِ الرمحِ الذي يخترق الجانبَ الأيسرمن الشكلِ ويخترق بطنَه "So der Gross viscus wund wirt، 14" والتي تعني حرفياً: إذا أُصيبت الأمعاءِ الغليظة،14. بالإنتقالِ إلى العلاجِ المقابلِ لرقم 14:
14. العنصر: في حالةِ إصابةِ الأمعاءِ الغليظةِ أو المَعِدة أو القناة الهضمية، يمكنك علاجها على النحو التالي: خياطتُها معاً بخيطٍ رفيعٍ ورش مسحوقٍ لونه أحمر عليها. المسحوق نفسُه مفيدٌ لجميعِ الجُرُوح، ويمكن تحضيره على النحو التالي:
خذ 9 حصص من نبيذ شوارتز وهو الأكثر احمراراً من بين المكونات، وحصة واحدة من الهيماتيت، 1 حصة لكل من جَوزة الطَيب واللُبَان الأبيض، 3 حصص من الصَّمغِ العَرَبي،
1 حصة من كل من دم الأخوين ( يستخلص من شجرة دم الأخوين) ومومي (نبات معين من المحتمل وجوده في المقابر). اخلط كل ذلك معاً، واصنع منه مسحوقاً، واحتفظ به حسب الحاجة.

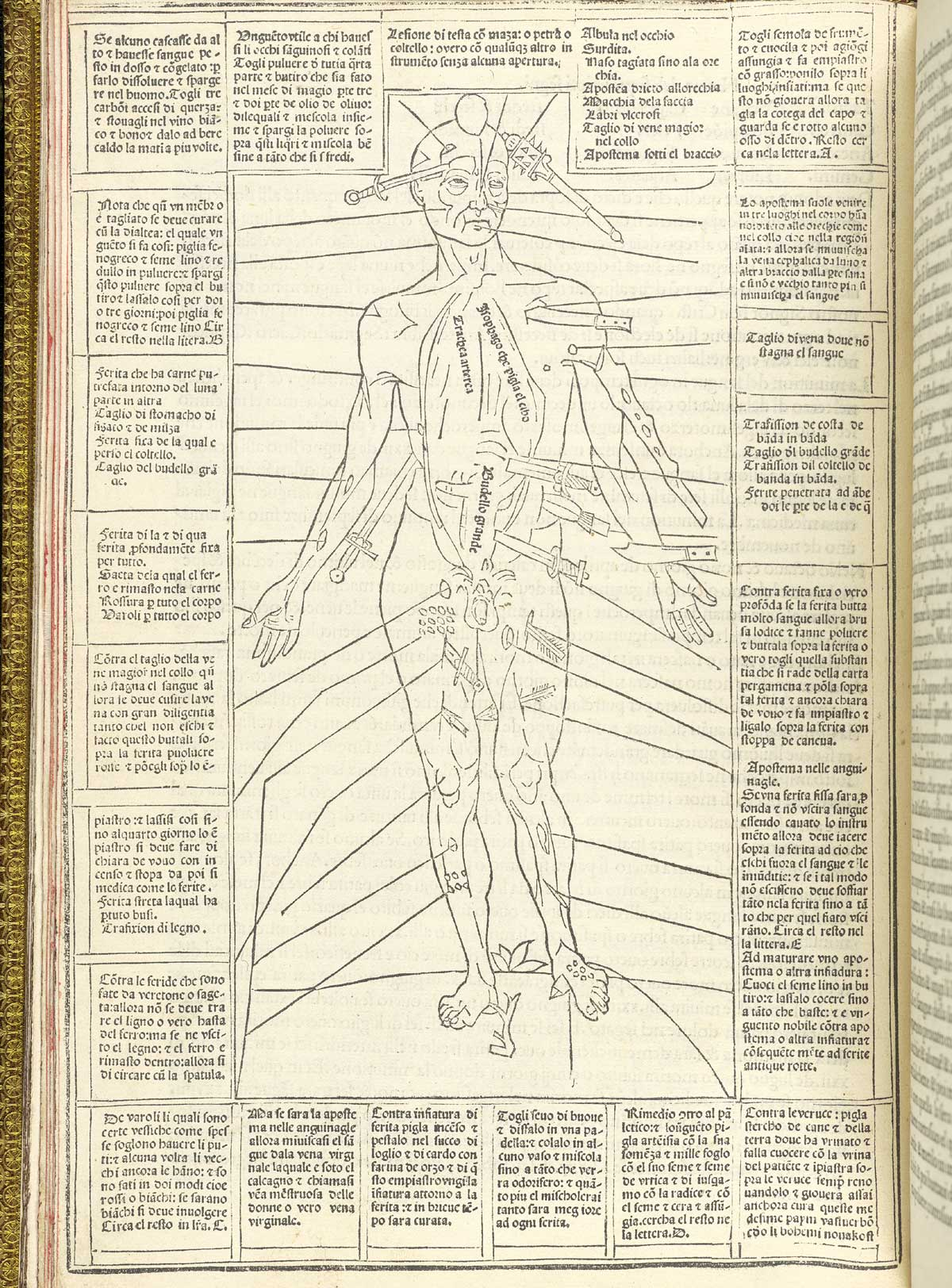
الرجل الجرح من الحزمة الطبية (فينيسيا، 1495)

على الرغم من هذه الإصابات، فإنّ الرجل الجرح لا يزال ظاهراً على أنه حيٌ يقف بكل تحدٍ. هذا يؤكد حقيقة أنَّ الشكلَ لم يكُن المقصودُ منه أن يمثل تهديداً، إنّما أشار إلى العلاجاتِ المتوفرةِ في النصوصِ التي صاحَبها.

## في الثَّقافةِ الشَّعبية
يستمر ذكرُ الرَّجُلِ الجُرْحِ في الثقافة الشعبية:

يُبيّن الاستدعاءُ المستمرُّ للرَّجُلِ الجُرْحِ في الأطروحاتِ الجراحيَّة لأكثرِ من 300 عامٍ قدرة َهذه الصورةِ على الفور لإحضار القارئ إلى عالمٍ كبيرٍ ورهيبٍ في مهنة الجراحة، كذلك يتحدث أيضاً عن قدرةِ الرَّجُلِ الجُرْحِ على جذبِ انتباهِ أيّ قارئٍ يكبو إليه. كما يوحي ظهورُه من جديد مؤخراً في مسلسل هانيبال على قناة أن بي سي أن الدهشة الرهيبة التي يجسدها لا تزال سارية على المشاهدين لليوم.

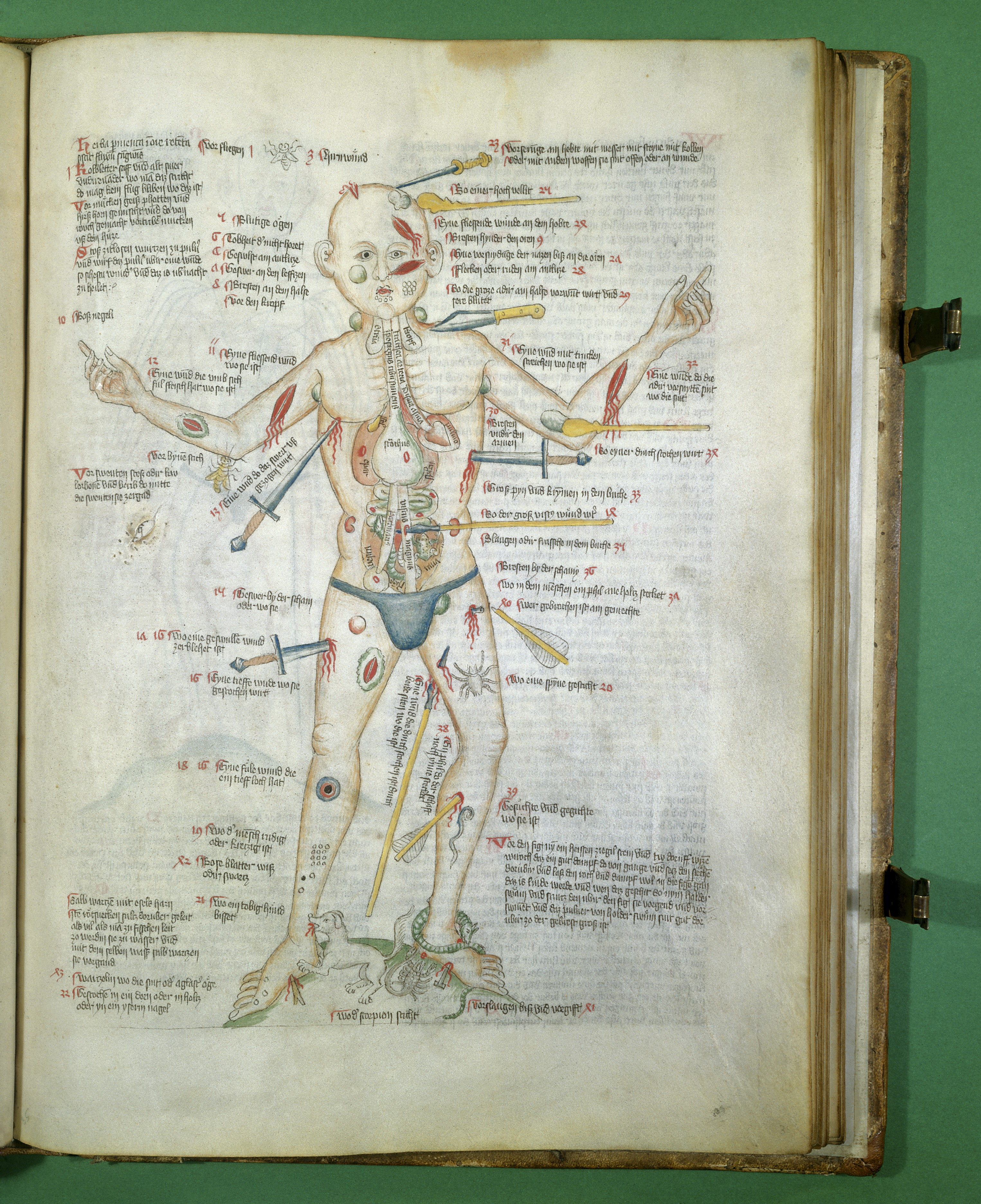
الرَّجُلُ الجُرْح من مخطوطة مصنوعة في ألمانيا ربما حوالي عام 1420م (لندن ، مكتبة ويلكوم MS 49)

في روايةِ التنين الأحمر عام 1980م للكاتب توماس هاريس، ورد أن ويل جراهام تَلقَُى تلميحاً عن حقيقة أنَّ هانيبال ليكتر كان قاتلاً متسلسلاً من هذا الرسم التخطيطي، حيث قتل ليكتر ضحيته السادسة بهذه الطريقة. هناك مرجعٌ آخرُ للرسم التَّخطيطي أُجري بواسطة شخصية كلاريس ستارلينج في الرواية التكميلية هانيبال. ذُكر أيضاً الرجل الجرح في الموسم الأول، الحلقة 6 من مسلسل هانيبال على قناة أن بي سي في عام 2013، ومرة أخرى بشكلٍ مرئيٍ وبالإسم في الموسمِ الثاني، الحلقة 7 من نفسِ العرض.
تَستخدِم كلية رويال لطب الطوارئ في المملكةِ المتحدةِ الرَّجُل الجُرْح كمؤيد (كنوع من الأشكال أو الأجسام التي توضع عادةً على جانبي الدرعِ ويصورونها وهُم يُمسِكُون بها) في درعها الشّعاري.
يُستَخدَم الرَّجُل الجُرْح من أطروحة von Gersdorff لعام 1519م كغلافٍ لـ The Practical by Stone Franks.
استُخْدِمَ الرَّجُل الجُرْح من أطروحة von Gersdorff لعام 1519م كقائمةِ أسلحةٍ للعبةِ لعْبِ الأدوارِ على الطاولةِ "Mörk Borg".